# Noord

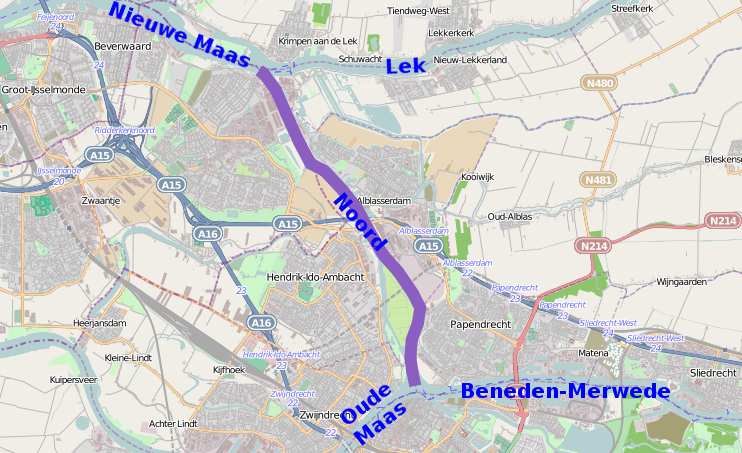
Verlauf der Noord

Der Noord ist ein neun Kilometer langer Flussteil im Rhein-Maas-Delta in Südholland. Er ist der Hauptarm und der untere Teil des ursprünglich alleinigen Unterlaufs der Waal (der zweite Arm ist die Oude Maas), die heute mehrheitlich südlicher als Nieuwe Merwede über das Hollands Diep  die Nordsee erreicht.  Er schließt  bei Dordrecht (gemeinsam mit der Oude Maas) an den oberen Teil (heute Beneden Merwede) des ehemalig alleinigen Unterlaufs der Waal  an.  Das Westufer des Noord gehört zur Insel IJsselmonde, sein Ostufer zur Insel Alblasserwaard. Er bildet schließlich mit dem von rechts kommenden  Rheinarm Lek bei Ridderkerk die durch Rotterdam fließende Nieuwe Maas. Der Noord ist Teil des Hauptschifffahrtsweges auf dem Rhein über Rotterdam zur Nordsee. Die etwa parallele Oude Maas ist diesbezüglich weniger bedeutend.

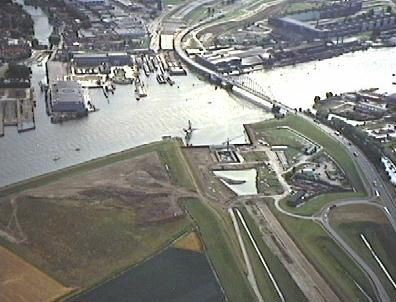
Die Noord bei Alblasserdam

Die generell nördliche Fließrichtung kann bei geringer Wasserführung des Rheins durch den Einfluss der Gezeiten wechseln. Bei Hendrik-Ido-Ambacht zweigt der Wasserweg der Rietbaan ab und verläuft parallel zur Noord. Dazwischen liegt die Insel Sophienpolder. An der Rietbaan befinden sich mehrere Abwrackbetriebe. Früher gab es entlang der Noord viele Werften.
Der Noord fließt durch eine nahezu zusammenhängende Stadtlandschaft im Südosten des Ballungsraumes Rotterdam, bestehend aus den Orten Zwijndrecht, Hendrik-Ido-Ambacht, Papendrecht, Alblasserdam, Kinderdijk und Ridderkerk.
Im Rahmen des Reichswegeplans von 1927 wurde 1939 bei Alblasserdam im Verlauf des Rijksweg 15 die Brücke über den Noord gebaut. Seit 1992 unterquert ein Tunnel den Noord, die alte Brücke dient nur noch dem lokalen Verkehr. Zwischen Alblasserdam und Papendrecht verläuft die Eisenbahnlinie Betuweroute im Sophientunnel unter dem Noord, dem Sophienpolder und der Rietbaan hindurch.